# Hydriastele dransfieldii
Hydriastele dransfieldii är en enhjärtbladig växtart som först beskrevs av Hambali och Al., och fick sitt nu gällande namn av William John Baker och Adrian H.B. Loo. Hydriastele dransfieldii ingår i släktet Hydriastele och familjen Arecaceae. Inga underarter finns listade i Catalogue of Life.